# حيوان أليف أو لحمة (فلم وثائقي)

ملصق فلم حيوان اليف او لحمة

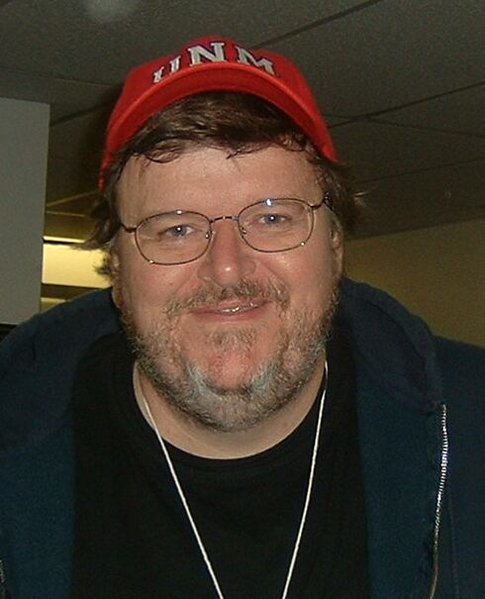
صورة مايكل مور

حيوان أليف أو لحمة:عودة إلى فلينت عام 1992 فلم أمريكي قصير لشركة PBS بوبليك برودكاستنغ سيرفيس للمخرج مايكل مور، ويصور فيها المخرج عودته إلى مسقط رأسه في فلينت بولاية ميشيغان ليلتقي مع بعض شخصيات فيلمه السابق روجر و أنا (1989).عنوان الفيلم يشير إلى روندا بريتون، وهو من سكان فلينت وظهر في كلا الفيلمين، والذي يبيع الأرانب إما كحيوانات أليفة أو كلحوم.

## روابط خارجية
- مقالات تستعمل روابط فنية بلا صلة مع ويكي بيانات

- Pets or Meat: The Return to Flint at the Internet Movie Database